# Piotr Juszczak (pułkownik)
Piotr Juszczak (ur. 5 lipca 1967 w Łodzi) – polski funkcjonariusz służb specjalnych, pułkownik, od 2008 do 2013 zastępca szefa Agencji Wywiadu.

## Życiorys
Ukończył studia lekarskie na Akademii Medycznej w Warszawie. W latach 1994–1996 odbył szkolenie zawodowe w Ośrodku Kształcenia Kadr Wywiadu.
W 1993 rozpoczął służbę w Urzędzie Ochrony Państwa. Od 1998 do 2002 był zastępcą naczelnika Wydział Kontaktów Zewnętrznych i Współpracy Międzynarodowej. Od 2002 służył w Agencji Wywiadu. W latach 2005–2008 był ekspertem narodowym w Połączonym Centrum Sytuacyjnym Sekretariatu Rady Unii Europejskiej w Brukseli. W kwietniu 2008 został powołany na stanowisko zastępcy szefa Agencji Wywiadu. Został z niego odwołany w 2013.
Żonaty z Danutą, ma córkę.